# Radio Maendeleo
 (mai 2022).
La mise en forme du texte ne suit pas les recommandations de Wikipédia : il faut le « wikifier ».
Les points d'amélioration suivants sont les cas les plus fréquents. Le détail des points à revoir est peut-être précisé sur la page de discussion.
- Les titres sont pré-formatés par le logiciel. Ils ne sont ni en capitales, ni en gras.
- Le texte ne doit pas être écrit en capitales (les noms de famille non plus), ni en gras, ni en italique, ni en « petit »…
- Le gras n'est utilisé que pour surligner le titre de l'article dans l'introduction, une seule fois.
- L'italique est rarement utilisé : mots en langue étrangère, titres d'œuvres, noms de bateaux, etc.
- Les citations ne sont pas en italique mais en corps de texte normal. Elles sont entourées par des guillemets français : « et ».
- Les listes à puces sont à éviter, des paragraphes rédigés étant largement préférés. Les tableaux sont à réserver à la présentation de données structurées (résultats, etc.).
- Les appels de note de bas de page (petits chiffres en exposant, introduits par l'outil «  Source ») sont à placer entre la fin de phrase et le point final[comme ça].
- Les liens internes (vers d'autres articles de Wikipédia) sont à choisir avec parcimonie. Créez des liens vers des articles approfondissant le sujet. Les termes génériques sans rapport avec le sujet sont à éviter, ainsi que les répétitions de liens vers un même terme.
- Les liens externes sont à placer uniquement dans une section « Liens externes », à la fin de l'article. Ces liens sont à choisir avec parcimonie suivant les règles définies. Si un lien sert de source à l'article, son insertion dans le texte est à faire par les notes de bas de page.
- La présentation des références doit suivre les conventions bibliographiques. Il est recommandé d'utiliser les modèles {{Ouvrage}}, {{Chapitre}}, {{Article}}, {{Lien web}} et/ou {{Bibliographie}}. Le mode d'édition visuel peut mettre en forme automatiquement les références.
- Insérer une infobox (cadre d'informations à droite) n'est pas obligatoire pour parachever la mise en page.

Pour une aide détaillée, merci de consulter Aide:Wikification.
Si vous pensez que ces points ont été résolus, vous pouvez retirer ce bandeau et améliorer la mise en forme d'un autre article.
 (février 2023).
Si vous disposez d'ouvrages ou d'articles de référence ou si vous connaissez des sites web de qualité traitant du thème abordé ici, merci de compléter l'article en donnant les références utiles à sa vérifiabilité et en les liant à la section « Notes et références ».
 (février 2023).
Radio Maendeleo, RM en sigle, est une radio associative et communautaire de la ville de Bukavu au Sud-Kivu en République Démocratique du Congo. Elle a été créée en mai 1993 et le premier signal a été lancé le 24 août 1993.
La motivation de créer une radio locale était de disposer d’un outil d’encadrement et de suivi des Techniciens en Développement Rural envoyés en stage de formation en milieu rural dans différents coins de la Province du Sud-Kivu.
C’est finalement à l’initiative de  l’Institut Supérieur Rural de Bukavu, et du Conseil Régional des Organisations Non Gouvernementales de Développement du Sud Kivu que certaines ONGD membres vont saisir l’opportunité pour lancer l’idée de création de Radio Maendeleo comme outil de communication qui permet de répercuter et d’établir le relai avec le travail de développement à la base avec l’appui des ONG et autres organisations de la Société Civile. Il faut noter ici l’appui technique de poids apporté à Radio Maendeleo, à ses débuts, par le Projet Kabare de la Deutsche Gesellschaft für Technische Zusammenarbeit.
Cette radio va fonctionner pendant plusieurs années avec la licence de radiodiffusion de l’ISDR/Bukavu avant d’obtenir la sienne en 2004. Et en 2004, la radio obtient sa propre licence du ministère national de la communication à Kinshasa. Se voulant  au départ une radio communautaire à vocation rurale, elle a mué en radio du peuple, et la voix des sans voix  dont le nom fétiche sera récupéré par la radio officielle lors de la conquête du pays par l’Alliance des Forces Démocratiques de Libération, AFDL en sigle en 1997.
Les Organisations Non Gouvernementales de développement ont procédé  à la signature des statuts  le 1e mai 1993 et  les premières émissions sont émises le 24 août 1993.

## Historique
Dès sa création, Radio Maendeleo se veut une radio communautaire  du peuple et elle est perçue comme telle parce qu’elle se veut avant tout une radio de la communauté. Les ONG membres ont tenu à imprimer leur outil de communication d’un cachet spécial afin de le différencier de la radio nationale et d’autres médias à caractère politique.
Ils la veulent totalement participative, ouverte à la contribution constructive  de la population. Il s’agit donc d’un média auquel le plus marginalisé a aussi accès.
Pour qu’elle soit réellement participative, cela suppose que la population se l’approprie, qu’il y a interaction, une synergie créée avec l’existence des radio-clubs ou clubs d’écoute qui sont à définir comme des espaces de partage, des cadres d’échange et de production des messages capables de mobiliser des gens et d’initier des actions concrètes de développement auto-promotionnel.
Radio Maendeleo Une radio participative, une synergie. Cet aspect sous-entend la participation active de la communauté au programme de la radio. Cette participation est indispensable parce qu’elle est au centre de toute l’action et la philosophie même de la radio.
Une convergence identique des stratégies que ce soit du côté de RM, les ONG, les communicateurs délégués, des journalistes de Radio Maendeleo est indispensable dans l’atteinte des résultats que se fixe la radio. Ils ont tous le rôle d’accompagner la population.
La radio elle-même est participative lorsqu’elle favorise à chaque instant la communication horizontale à l’échelle des radio-clubs effectifs et de la population. Il est indispensable que les partenaires RM, ONGD membres et les radio-clubs favorise une forte interaction pour que les uns et les autres atteignent leurs objectifs.
Radio Maendeleo dispose de son récépissé de déclaration d’exploitation l’autorisant de fonctionner sous le n° 04/CAB.MPI/20 MARS 2004 lui octroyé par le Ministère National de la Presse et Information.
Elle est une association sans but lucratif par Arrêté n° 985/2006 du 31 décembre 2005 lui octroyé par le Ministère National de la Justice et régulièrement enregistrée au Ministère du Plan et à la direction des Impôts sous numéro A 1204046 M.

## Objectifs
L'objectif de cette radio est de:
•	Produire et diffuser des informations et des programmes pertinents et de qualité
•	Accompagner, animer, former à peu près bientôt 150 radio-clubs en reportages de proximité et à la participation à la vie de la radio
•	Donner la parole à tous et privilégier les voix étouffées d’en bas (simples citoyens, femmes, jeunes, minorités sociales, et autres marginalisés…);
•	Prêter son expertise aux médias locaux et œuvrer à leur renforcement ;
•	Faciliter au public l’accès aux nouvelles technologies de l’information et de la communication (NTIC)
•	Faciliter au public l’accès aux journaux et périodiques locaux, nationaux et internationaux.

## Objet social
Radio Maendeleo est une radio associative qui a pour objet :
✓	D'appuyer le développement des actions des ONGD et autres organisations de la société civile ainsi que du Conseil Régional des Organisations Non Gouvernementales de Développement CRONGD Sud-Kivu en sigle, en leur favorisant l'accès aux médias de communication de masses, notamment et non exclusivement, à la radiodiffusion ;
✓	D'appuyer la réalisation des objectifs des ONGD dans les domaines de la paix, de la cohabitation pacifique entre les communautés, les droits humains, la gouvernance, l’éducation à la démocratie, la communication, l'information et la formation ;
✓	De promouvoir l'information-formation de la population sur les programmes, les actions, les techniques et les possibilités de développement social et économique.
✓	De favoriser les processus de communication et d'échanges d'expériences entre les organisations et entre la population en vue de plus d'impact dans l'exécution des programmes de développement.
✓	De renforcer les structures villageoises et urbaines par des actions d'éducation et d'animation afin qu'elles acquièrent plus de pouvoir dans leurs droits et libertés et dans la défense des valeurs démocratiques.
En bref, Radio Maendeleo s’est assignée d’accompagner les populations rurales et urbaines  dans leur organisation  socio-économique, pour l'autopromotion et la cohabitation pacifique  dans un contexte mouvant, à l’heure  de la mondialisation de l’information via les Nouvelles Technologies  de la Communication et de l’Information (NTIC).

## Organisation administrative et technique

### Organisation administrative
Radio Maendeleo a une assemblée générale composée de 16 ONG membres, d’un  conseil d’administration composé de 5 personnes, d’une commission de contrôle composée de 3 personnes  issues de ses ONG membres, 11 Communicateurs des ONGD membres, 145  radio-clubs, ± 50 Producteurs extérieurs bénévoles (des ONG, Eglises, Mutualités, services techniques de l'État...), 12 correspondants ruraux et 5  
5 correspondants locaux  dans les 8 territoires de la province du Sud-Kivu et  les villes de  Goma et  Kinshasa en RDC.
Son Exécutif est constitué de ± 24 agents contractuels (administratifs, journalistes et techniciens) et de quelques collaborateurs extérieurs.

### Organisation Technique
✓	Immeuble
Radio Maendeleo a un bâtiment propre à elle, acquis depuis le 16 février 1995. C’est son siège administratif et technique situé sur 23, avenue Kibombo en commune d’Ibanda à Bukavu au Sud-kivu. Cet immeuble et ses annexes abritent les studios et les bureaux administratifs].
✓	Des équipements
À part ses équipements techniques de production et de diffusion, elle dispose à la station mère et aux sites cités ci-dessus de :
Un équipement radio professionnel en très bon état 
Des matériels et équipements de bureau.
-	Deux jeeps land cruiser + 4 motos à la station
Des moyens de communication et transport mis à disposition des radio-clubs (12 motos, enregistreurs numériques et avec carte mémoire, téléphones portables, des ordinateurs…)

## Couverture médiatique
Radio Maendeleo  émet en FM sur 2 fréquences 88.8 Mhz et 91.7 Mhz et compte actuellement  plus de 6.000.000  d’auditeurs à travers sa station-mère et ses quatre sites relais  à Kabare sur 91.7 Mhz, à Kamituga sur 91.7 Mhz, Kiliba et Uvira sur 88.8 Mhz. Elle émet aussi sur internet sur  www.radiomaendeleo.info.
Grâce à ses relais disséminés dans la province et ses programmes bien élaborés et adaptés aux réalités des communautés, Radio Maendeleo est la radio communautaire la plus suivie à l’Est de la RDC.
À sa station-mère de Bukavu, Radio Maendeleo émet avec un émetteur  d’une puissance de 2.000 Watt. Radio  Maendeleo  est également suivie à  Bujumbura au Burundi et couvre une grande partie de l’Ouest  Rwanda.

## Expérience dans la production des programmes
Radio Maendeleo est spécialisée dans la production des émissions interactives réalisées chaque week- end. C’est le cas des émissions les plus suivies du Sud-Kivu à savoir : Paix et développement et « Habari za juma, Tout savoir sur le processus électoral, les journaux, les journaux de proximité des radio-clubs, Sport pour Tous ». Ces émissions reçoivent toutes les catégories de la population  et jouissent d’une grande audience dans la Province du Sud Kivu. Ces émissions-débats et journaux  sont postés sur le site Web  de Radio Maendeleo www.radiomaendeleo.info pour permettre aux congolais de la diaspora d’être au parfum de la situation sociale et politique du pays.
Ces émissions débats  durent une heure. Dans celles-ci, les acteurs de la société civile, les autorités, les hommes politiques et  les leaders d’opinion et la population  échangent  autour des questions liées à la démocratie et à la bonne Gouvernance, au développement, à la paix, à la cohabitation pacifique entre communautés et à la sécurité  en RDC et au Sud-Kivu.
Ce sont, en fait, un cadre d’analyse et de confrontation de points de vue, un espace de dialogue positif et constructif tourné vers les droits et les responsabilités de chacun.

## Relations avec les ONG nationales et internationales
-	Radio Maendeleo travaille avec des ONG tant nationales qu’internationales et des organisations de la société civile.
-	Elle a déjà reçu de nombreux prix  lui décernés par les ONG Nationales, Internationales et les organisations de la Société    Civile.

## Les capacités de la Radio
Radio Maendeleo dispose de fortes capacités pour mener des activités d’envergure. Elle dispose notamment :  
- D’un personnel qualifié et expérimenté
- D’une grande couverture de la Province du Sud-Kivu et des pays voisins notamment le Rwanda et le Burundi.
- De bons équipements de radiodiffusion
- D’un immeuble propre
- D’une forte audience évaluée à environ cinq millions d’auditeurs
- Des émissions phares participatives d’expression citoyenne bien appréciées par la population  de la Province du Sud-Kivu

•	Des radio-clubs bien implantés dans la Province du Sud-Kivu  
•	Des émissions de la radio en streaming  

## Interaction avec les groupes  à la base dans les quartiers de la ville et les territoires
Radio Maendeleo développe une approche de mobilisation communautaire à la base avec et par les auditeurs.
Il s'agit des auditeurs qui se regroupent dans leurs milieux de vie (quartiers ou villages) et constituent les 145 "Radio Club" (RC) qui comptent en moyenne 35 membres chacun, soit 5037 membres disséminés dans la province du Sud-Kivu et qui travaillent dans le domaine de la paix, de la cohabitation pacifique, de l’Agriculture, l’élevage etc.
Ils sont regroupés en 13 axes avec un chef d’axe et un correspondant rural (journaliste) directement accompagnés par le service des radio-clubs et participation. Chaque correspondant rural possède une Moto tout terrain, un Ordinateur portable et un Téléphone portable.
Au sein du radio-club, les membres écoutent soit collectivement soit individuellement les programmes de  Radio Maendeleo. Ils échangent autour  des programmes suivis à la radio Maendeleo lorsqu'ils touchent le quotidien de la communauté. Des échanges effectués, découlent des initiatives communautaires à la lumière des programmes diffusés par la radio et surtout de l'intérêt communautaire à y tirer et des changements à atteindre.
Radio Maendeleo' s’appuie donc sur ses radio-clubs qui travaillent pour la mobilisation communautaire et le désenclavement en information. Ils sont répartis dans tous les territoires du Sud-Kivu pour l’appropriation du programme de la radio et de ses projets. C’est l’une des voies les plus efficaces d’animation communautaire et  un espace de dialogue interactif entre la population, la société civile et  les gouvernants.